# Chomentówek
Chomentówek – wieś w Polsce położona w województwie świętokrzyskim, w powiecie kieleckim, w gminie Chmielnik.
| SIMC    | Nazwa                   | Rodzaj    |
| ------- | ----------------------- | --------- |
| 0234710 | Borków                  | osada     |
| 0234703 | Chomentówek Gartatowski | część wsi |

## Historia
W 1783 r. wieś była własnością kasztelana oświęcimskiego, Michała Grodzickiego .